# Treforest
 (juillet 2018).
Si vous disposez d'ouvrages ou d'articles de référence ou si vous connaissez des sites web de qualité traitant du thème abordé ici, merci de compléter l'article en donnant les références utiles à sa vérifiabilité et en les liant à la section « Notes et références ».
Treforest est un village du county borough de Rhondda Cynon Taf au pays de Galles.

## Lieux et monuments

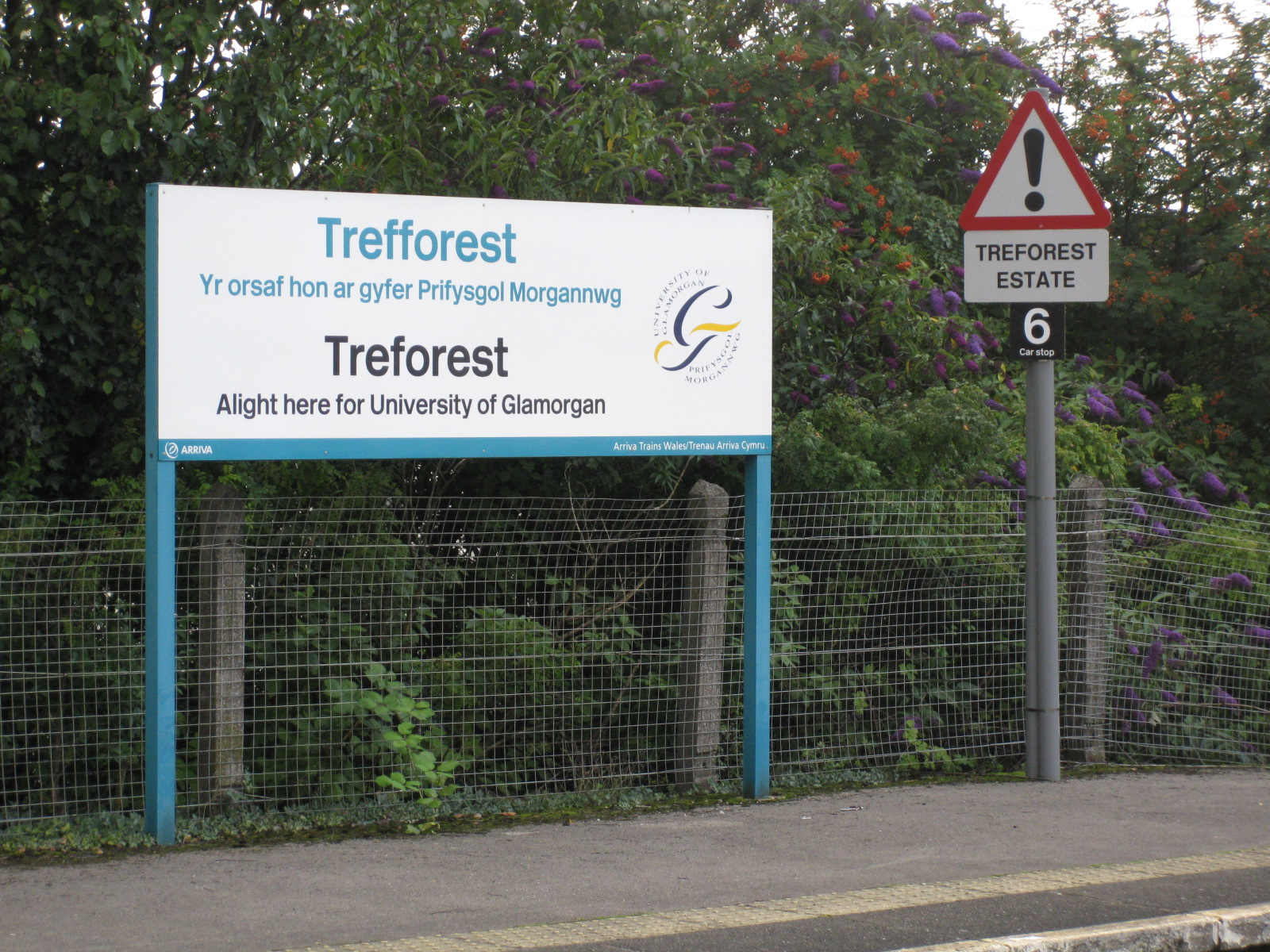
Panneau billingue de la gare de Treforest.

- L'Université de Glamorgan y possède un campus[1].
- Une usine de l'Ombre de Smiths Group y fut implantée dans les années 1930[2].

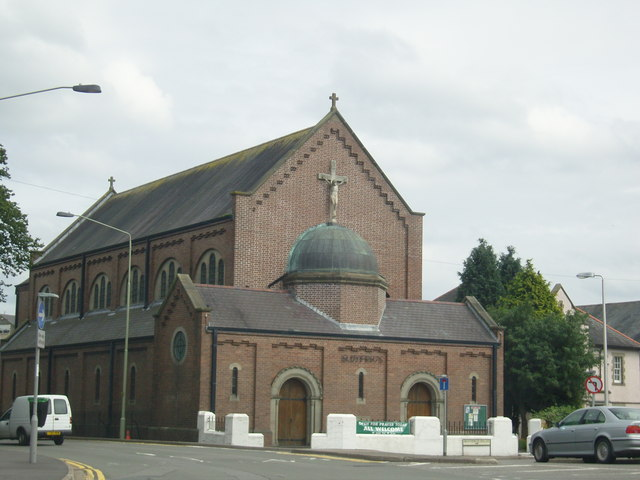
St Dyfrig's Church

- L'église Saint-Dyfrig (en), fondée au XIXe siècle et rénovée en 1927[3].

- La gare de Treforest (en), ouverte en 1845, permet la desserte de la ville et ses environs.

## Personnalités liées au village
- Meic Stephens (1938-2018), journaliste, poète et traducteur, y est né.
- Tom Jones (1940-), chanteur gallois.